# Callaeum psilophyllum
Callaeum psilophyllum är en tvåhjärtbladig växtart som först beskrevs av Adrien Henri Laurent de Jussieu, och fick sitt nu gällande namn av David Mark Johnson. Callaeum psilophyllum ingår i släktet Callaeum och familjen Malpighiaceae. Inga underarter finns listade i Catalogue of Life.